# Гриценко Анатолій Васильович
Анатолій Васильович Гриценко (нар. 15 грудня 1930 — 25 квітня 2007, місто Київ) — український діяч, міністр енергетики і електрифікації України (1993 рік).

## Біографія
Член КПРС.
Працював на відповідальних посадах в Міністерстві енергетики і електрифікації Української РСР.
До січня (офіційно до 3 лютого) 1993 року — 1-й заступник міністра енергетики і електрифікації України.
3 січня — 17 серпня 1993 року — міністр енергетики і електрифікації України.
З серпня 1993 року — радник міністра енергетики і електрифікації України. На 2002—2007 рік — директор Енергетичної консалтингової групи в Києві.